# ブレイカー〜戦慄の掟
『ブレイカー〜戦慄の掟』（原題：Breaker）は、ドイツのヘヴィメタル・バンド、アクセプトが1981年に発表した3作目のスタジオ・アルバム。

## 背景
「悪魔の呻き」（原題：Son of a Bitch）は、バンドと親交があったドン・ドッケンのガールフレンドから教わった汚い英語を取り入れた曲である。アコースティック・バラードの「ブレイキング・アップ・アゲイン」ではピーター・バルテスがリード・ボーカルを担当した。
ヨルグ・フィッシャーは、本作を最後としてバンドを一度脱退した。ウルフ・ホフマンは2002年のインタビューで、フィッシャーの脱退に関して「このアルバムを録音した後か、それとも録音中だったかな。よく覚えていないけど、その辺の時期だったよ」「俺達は他の奴が欲しかった。あいつは十分に貢献していなかった」と語っている。ただし、フィッシャーは1985年のアルバム『メタル・ハート』で復帰を果たした。

## 評価
Eduardo Rivadaviaはオールミュージックにおいて5点満点中2.5点を付け「なおも熱狂的ファン向けの作品であることは否めないとはいえ、バンドはこのアルバムにおいて真の意味で本領を発揮し、言うまでもなく彼らのキャリアを勢いづかせた」と評している。また、Dan DragoはAbout.comの企画「アクセプトの最も優れたアルバム」において本作を4位に挙げ「1981年の『ブレイカー』に収録された最初の3曲は顎を吹っ飛ばす。バンドは以前の作品から、衝撃的と言えるほどの躍進を遂げた」と評している。

## 収録曲
全曲ともウド・ダークシュナイダー、ウルフ・ホフマン、ヨルグ・フィッシャー、ピーター・バルテス、ステファン・カウフマンの共作。
1. スターライト "Starlight" – 3:53
2. 戦慄の掟 "Breaker" – 3:35
3. 悪霊の誘惑 "Run If You Can" – 4:49
4. 背徳の証 "Can't Stand the Night" – 5:23
5. 悪魔の呻き "Son of a Bitch" – 3:49
6. 灼熱のロックンロール "Burning" – 5:14
7. 暗黒の饗宴 "Feelings" – 4:48
8. ミッドナイト・ハイウェイ "Midnight Highway" – 3:58
9. ブレイキング・アップ・アゲイン "Breaking Up Again" – 4:39
10. ダウン・アンド・アウト "Down and Out" – 3:43

## カヴァー
1999年にニュークリア・ブラストから発売されたトリビュート・アルバム『A Tribute to Accept Vol. I』には、グレイヴ・ディガーによる「スターライト」、プライマル・フィアによる「戦慄の掟」、ウォッチタワーによる「悪霊の誘惑」、タンカードによる「悪魔の呻き」、メタリウムによる「灼熱のロックンロール」のカヴァーが収録された。また、シックス・フィート・アンダーが2000年に発表したカヴァー・アルバム『Graveyard Classics』には「悪魔の呻き」のカヴァーが収録されている。

## 参加ミュージシャン
- ウド・ダークシュナイダー - ボーカル
- ウルフ・ホフマン - ギター
- ヨルグ・フィッシャー - ギター
- ピーター・バルテス - ボーカル(on #9)、ベース
- ステファン・カウフマン - ドラムス